# Governatore di Sant'Elena
Il Governatore di Sant'Elena (in lingua inglese Governor of Saint Helena) è il rappresentante della monarchia britannica per i Territori d'oltremare britannici dell'isola di Sant'Elena.
Dal 13 agosto 2022 è Nigel Phillips.

## Elenco dei governatori
| Ritratto | Nominativo                  | Durata del mandato                   |
| -------- | --------------------------- | ------------------------------------ |
|          | George Middlemore           | 1836 – 6 gennaio 1842                |
|          | Hamelin Trelawny            | 1842 - 1846                          |
|          | Patrick Ross                | 1846 - 1851                          |
|          | Thomas Gore Browne          | 1851 - 1856                          |
|          | Edward Drummond-Hay         | 1856 - 1863                          |
|          | Charles Elliot              | 1863 - 1870                          |
|          | Charles George Edward Patey | 1870 - 1873                          |
| -        |                             |                                      |
|          | Andrew Gurr                 | 11 novembre 2007 – 23 settembre 2011 |
|          | Mark Capes                  | ottobre 2011 – 26 aprile 2016        |
|          | Lisa Honan                  | 25 aprile 2016 – 4 maggio 2019       |
|          | Philip Rushbrook            | 11 maggio 2019 – 20 giugno 2022      |
|          | Nigel Phillips              | 13 agosto 2022 - in carica           |